# Jean Héroard
Jean Héroard (Hauteville-la-Guichard, 22 luglio 1551 – La Rochelle, 11 febbraio 1628) è stato un medico, veterinario e anatomista francese.
È considerato il primo veterinario francese ed in particolare si distinse nello studio dell'anatomia e delle malattie dei cavalli. Nella sua vita scrisse un diario quotidiano relativo allo status di salute di Luigi XIII che ancora oggi consente di avere informazioni uniche e spesso intime sulla vita del sovrano, ma anche sulla medicina e sui suoi rimedi dell'epoca.

## Biografia
Jean Héroard nacque in una famiglia di medici: suo padre era infatti un famoso chirurgo della sua epoca, votatosi alla Riforma, che incontrò a Ginevra anche Giovanni Calvino.
Jean lasciò la sua città natale nel 1575 per recarsi a Parigi da suo zio Guillame, esperto di economia, grazie al quale conobbe il chirurgo Jacques Guillemeau che lo introdusse al re. Come militare al servizio della Francia, prese parte alla battaglia di Moncontour del 1569 ed entrò al servizio di Carlo IX come "ippiatra" (medico specializzato nella cura dei cavalli), settore che lo stesso sovrano gli chiederà di approfondire; nel 1599 ne deriverà la sua prima opera dal titolo Hippostéologie, ovvero osteologia del cavallo, per lo studio delle ossa di questi animali e del loro apparato scheletrico.
Lasciò la corte francese nel 1571 per compire ulteriori studi all'Università medica di Montpellier, tornandovi poi come medico personale del re. Nel 1587 prese parte alla Battaglia di Coutras e poi a quella di Blois dell'anno successivo, episodi da cui trasse una descrizione della morte del cardinale e duca di Guisa. Quando Enrico IV divenne re ne conservò la fiducia. Divenne protomedico di Luigi XIII e archiatra di corte, e durante questi anni redasse l'opera più importante che a lui si ascrive ovvero il suo diario che tenne per ventisette anni, dove riportò con straordinaria precisione tutti i fatti relativi alla salute di Luigi XIII dalla sua nascita sino alla morte di Héroard. 
Grazie al suo matrimonio con Anna du Val nel gennaio del 1602, Héroard divenne signore di Vaugrigneuse (Essonne) ed ottenne quindi la nobilitazione.
Morì l'11 febbraio 1628 durante l'Assedio di La Rochelle, a sessantotto anni. Il suo corpo venne sepolto nella chiesa di Vaugrigneuse, nella cappella della Madonna che egli stesso aveva fatto erigere.

### Il primo veterinario francese
Jean Héroard fu il primo medico in Francia ad ottenere la carica di "medico veterinario" da re Carlo IX. Sebbene non si conosca la data precisa del conferimento di questo incarico, si ha ragione di ritenere che esso abbia avuto origine nei primi mesi del 1574 ed ancora oggi questo conferimento è la più antica menzione del termine francese "veterinario". Sino a quel momento, infatti, la medicina animale era ritenuta di secondo piano e normalmente veniva riservata a piccoli scienziati empirici, mentre con il conferimento di questo incarico al medico del re si nota un primo tentativo di elevare questa scienza e di approfondirla nei suoi aspetti più moderni. Ad ogni modo è probabile che il conferimento di questo titolo Jean Héroard da Carlo IX fosse dovuto essenzialmente alla sua passione per la caccia e per le passeggiate a cavallo, oltre che per motivi militari dal momento che sul campo di battaglia si rendeva sempre più necessario disporre di un medico sul campo che potesse curare e ristabilire gli animali feriti necessari per il combattimento ed il traino dell'artiglieria e dei carri munizioni e viveri. Come lo stesso Héroard riporta nell'introduzione della sua Hippostologie, egli riportava un "singolare piacere nell'arte veterinaria, il cui soggetto principale è il corpo del cavallo".

## Opere

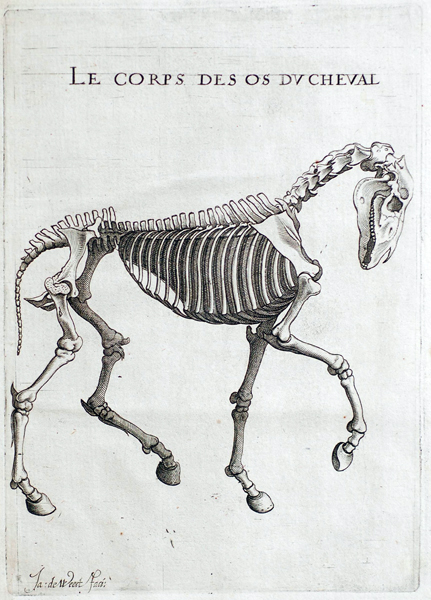
Lo scheletro del cavallo, illustrazione dall'opera di Héroard.

### Il diario di Héroard
Di Héroard l'opera più completa è il suo diario personale in sei volumi autografi che ancora oggi si conservano, un'eccezionale testimonianza della vita intima del primo principe del regno di Francia, anche se l'intento di Héroard era prettamente medico. All'interno di questo diario si trovano moltissime annotazioni relative alla vita di Luigi XIII dall'alba al tramonto, oltre alla descrizione minuziosa dei suoi pasti ed un'osservazione sulle sue funzioni fisiologiche. Questo "rapporto", nelle parole di Madeleine Foisil, tuttavia, non menziona affatto gli eventi pubblici della vita del sovrano, inquadrandolo unicamente come paziente, al di là della sua figura politica o istituzionale. Interessanti sono alcuni particolari storici e biografici su Luigi XIII che emergono dagli scritti di Héroard come quelli relativi alla sua istruzione, all'ambiente di corte, ai tratti del carattere del sovrano come ad esempio le lacrime del giovane delfino quando seppe della morte del padre Enrico IV.

### L’Hippostologie
Nel 1599 Héroard pubblicò la sua opera medica di maggior rilievo dal titolo Hippostologie, un trattato illustrato sull'osteologia del cavallo. Questo libro, molto tecnico e particolareggiato, descrive le ossa del cavallo, la loro funzionalità strutturale e la composizione dello scheletro dell'animale. Ampio spazio viene anche dato alla descrizione della struttura del cranio e delle sue funzioni. I nomi utilizzati per la descrizione di queste ossa si basano sull'analogia della forma con oggetti del tempo. Già qualche anno prima, ad ogni modo, il medico italiano Carlo Ruini aveva pubblicato un libro simile dal titolo L'anatomia del cavallo ma questo era ormai considerato superato. Si ha ragione di credere che, per quanto pubblicato nel 1599, il testo fosse già stato preparato dal 1579 ma che se ne sia ritardata la pubblicazione per perfezionarlo..